# Warsaw (Caroline du Nord)
Warsaw est une ville américaine située dans le comté de Duplin en Caroline du Nord. En 2020, sa population était de 2 733 habitants.

## Démographie
| 1880 | 1890 | 1900 | 1910 | 1920  | 1930  |
| ---- | ---- | ---- | ---- | ----- | ----- |
| 182  | 401  | 576  | 723  | 1 108 | 1 222 |

| 1940  | 1950  | 1960  | 1970  | 1980  | 1990  |
| ----- | ----- | ----- | ----- | ----- | ----- |
| 1 483 | 1 598 | 2 221 | 2 701 | 2 910 | 2 859 |

| 2000  | 2010  | 2020  | - | - | - |
| ----- | ----- | ----- | - | - | - |
| 3 051 | 3 054 | 2 733 | - | - | - |

## Traduction
- (en) Cet article est partiellement ou en totalité issu de l’article de Wikipédia en anglais intitulé « Warsaw, North Carolina » (voir la liste des auteurs).